# La Aurora, Yecuatla
La Aurora är en ort i Mexiko.   Den ligger i kommunen Yecuatla och delstaten Veracruz, i den sydöstra delen av landet, 250 km öster om huvudstaden Mexico City. La Aurora ligger 654 meter över havet och antalet invånare är 174.
Terrängen runt La Aurora är kuperad åt nordost, men åt sydväst är den bergig. Runt La Aurora är det ganska tätbefolkat, med 93 invånare per kvadratkilometer. Närmaste större samhälle är Misantla, 11,2 km nordväst om La Aurora. I omgivningarna runt La Aurora växer i huvudsak städsegrön lövskog.